# Рипертон, Минни
Ми́нни Джу́лия Ри́пертон Рудольф (англ. Minnie Julia Riperton Rudolph; 8 ноября 1947 — 12 июля 1979) — американская соул-певица, наиболее известная песней «Lovin’ You», своим колоратурным сопрано диапазоном в четыре октавы (D3 — F♯7) и использованием свисткового регистра, благодаря чему получала прозвища «Королева свисткового регистра» («Queen of the Whistle Register») и «Певчая птица» («Songbird»).
Рипертон выпустила шесть сольных полноформатных альбомов, а также шесть альбомов в составе группы Rotary Connection. Дважды номинирована на «Грэмми»: за Minnie — последний сольный альбом, выпущеный при жизни певицы, и за Love Lives Forever — посмертный альбом, вышедший в 1980 году.

## Биография

### Ранние годы
Рипертон родилась в 1947 году и выросла в округе Бронзвилл города Чикаго. В детстве училась музыке, актёрскому мастерству и танцам в чикагском центре Авраама Линкольна. В подростковом возрасте выступала в качестве основной вокалистки в составе чикагской девочковой группы The Gems, позже ставшей сессионной студийной группой Studio Three. Благодаря связи с чикагским лейблом Chess Records с ранних лет у Рипертон была возможность работать в качестве бэк-вокалистки многих состоявшихся артистов, например Этты Джеймс, Фонтеллы Басс, Рэмзи Льюиса, Бо Диддли, Чака Берри и Мадди Уотерс. Будучи в составе Studio Three, Рипертон встретила своего ментора, продюсера Билли Дэвиса, который написал её первый локальный хит, «Lonely Girl», и би-сайд к нему, песню «You Gave Me Soul». В честь Дэвиса она выпустила эти песни под псевдонимом Andrea Davis.

### Rotary Connection иCome to My Garden
В 1966 году, спустя несколько месяцев после выпуска синглов Andrea Davis, Рипертон присоединилась к психоделик-соул группе Rotary Connection, основанной сыном основателя Chess Records, Маршалом Чессом. Rotary Connection состояла из Рипертон, Чесса, Джуди Хоффа, Сидни Барнс и Чарльза Стэпни. За время существования группы было выпущено 6 студийных альбомов: Rotary Connection (1967), Aladdin (1968), Peace (1968), Songs (1969), Dinner Music (1970) и Hey Love (1971).
Дебютный сольный альбом Рипертон, Come to My Garden, спродюсированный и аранжированный Чарльзом Стэпни — коллегой Рипертон по Rotary Connection, вышел в 1970 году на лейбле GRT Records. Несколько песен были написаны Стэпни в соавторстве с музыкальным продюсером Ричардом Рудольфом, за которого Рипертон вышла замуж в том же году. В браке Рипертон родила двоих детей — сына Марка (1968), ставшего впоследствии звукоинженером, и дочь Майю Хабиру (1972), ставшую известной актрисой и комедианткой. Несмотря на отсутствие большого коммерческого успеха, Come to My Garden со временем получил признание критиков.

### Perfect Angelи «Lovin’ You»
В 1973 году представитель лейбла Epic Records обнаружил, что Рипертон, проживавшая в Гейнсвилле, штат Флорида, и ставшая домохозяйкой и мамой двоих детей, почти забросила карьеру. Услышав демозапись песни «Seeing You This Way», он отправил запись к A&R лейбла, после чего с певицей был заключен контракт, и семья переехала в Лос Анджелес. Первые три сингла с альбома Perfect Angel — рок-соул гимн «Reasons», убедившая студию подписать Рипертон песня «Seeing You This Way», и даже написанная Стиви Уандером (который также был со-продюсером альбома) «Take a Little Trip» — не помогли поднять продажи альбома. Epic Records предложили начать работу над новым альбомом, но Рудольф убедил лейбл выпустить ещё один сингл. В апреле 1975 года Рипертон достигла пика своей карьеры, когда четвёртый сингл, «Lovin’ You», достиг первой строчки американского чарта Billboard и чартов ещё 24 стран. Сингл разошелся тиражом более миллиона копий, после чего Американской ассоциацией звукозаписи ему был присужден золотой статус.
Согласно заметкам к альбому-сборнику Petals, мелодия «Lovin’ You» была придумана как отвлечение внимания для дочери Рипертон, Майи, когда та была ребёнком, чтобы Рипертон и Ричард Рудольф могли провести время вместе. Ближе к концу необрезанной версии песни Рипертон поет «Maya, Maya, Maya» (англ. «Майя, Майя, Майя»).
Perfect Angel впоследствии также получил золотой статус, а Рипертон стали называть «леди с высоким голосом и цветами в волосах». На песне «Every Time He Comes Around» с альбома Perfect Angel бэк-вокал записан певицей Дэнис Уильямс.
В мае 1975 года вышел третий альбом певицы, Adventures in Paradise. Во время съемок рекламного ролика к альбому на Рипертон напал лев, обошлось без тяжелых травм. Отрывок с инцидентом был показан на шоу The Sammy Davis, Jr. Show. Несмотря на наличие хита «Inside My Love» (достигшего 5 строчки R&B чарта и позже перепетой Триной Бруссар, Шанте Мур и Delilah), альбом не повторил успех Perfect Angel. Некоторые радиостанции отказывались пускать в ротацию «Inside My Love» из-за строчки «Will you come inside me?» (англ. «Войдешь ли ты в меня?»).

### Болезнь и последние годы жизни
24 августа 1976 года на The Tonight Show Минни рассказала, что в январе того же года у неё был диагностирован рак молочной железы, а в апреле проведена радикальная мастэктомия. К моменту постановки диагноза рак уже дал метастазы в лимфатическую систему, и врачи вынесли вердикт — жить певице осталось не больше полугода. Несмотря на ужасающие прогнозы, Рипертон продолжила записывать песни и давать концерты в 1977 и 1978 году. Она одна из первых селебрити в истории, рассказавших публично о своей болезни этим видом рака, при этом она скрывала, что была на терминальной стадии.
В 1977 году Рипертон стала официальным национальным спикером Американского онкологического общества. В том же году вышел четвёртый альбом Рипертон, Stay in Love, примечательный ещё одной коллаборацией со Стиви Уандером на фанк-диско песне «Stick Together».
В 1978 году президент США Джимми Картер вручил певице Награду за Отвагу Американского онкологического общества.
В апреле 1979 года на Capitol Records вышел последний прижизненный альбом Минни Рипертон, Minnie. Во время записи альбома певица испытывала сильную боль, к началу 1979 года её правая рука стала полностью обездвижена из-за сильного лимфостаза, что стало заметно на её последних выступлениях на телевидении. На последних концертах она изменила последнюю строчку «Lovin’ You» с «Maya, Maya, Maya» на «Maya, Maya, Ringo, Maya» — «Ринго» было прозвищем её сына, Марка.
К середине июня 1979 певица полностью прикована к постели, 10 июля она поступила в Седарс-Синайский медицинский центр.

### Смерть и наследие
12 июля 1979 года в 10:00 Минни Рипертон скончалась на руках мужа в возрасте 31 года, прожив вместо отведённых шести месяцев больше трёх лет. Певица похоронена на Вествудском кладбище, эпитафия на её надгробном камне — первая строчка из её самой известной песни: «Lovin' you is easy 'cause you’re beautiful» (англ. «Любить тебя легко, ведь ты прекрасна»).
Стиви Уандер отдал дань уважения Рипертон во время эпизода телешоу Soul Train, транслировавшегося вскоре после её смерти, в сентябре 1979 года.
После смерти Рипертон многие музыканты помогли её мужу дописать песни, которые она не успела закончить при жизни, чтобы издать последний трибьют певице. Альбом Love Lives Forever вышел 11 августа 1980 года и содержал гостевые появления Пибо Брайсона, Майкла Джексона, Стиви Уандера и многих других. За Love Lives Forever Рипертон получила вторую, посмертную номинацию на «Грэмми» (первая номинация была за альбом Minnie в 1979 году).
В 1981 году вышел альбом-сборник The Best of Minnie Riperton, содержавший одну новую запись — кавер-версию песни Джони Митчелл «A Woman of Heart and Mind», записанный во время работы над Minnie.
В 1990-е годы музыка Рипертон была использована в качестве семплов многими рэп-исполнителями, включая Tupac Shakur, Dr. Dre и A Tribe Called Quest. Среди певиц, вдохновленных творчеством Минни Рипертон, такие исполнители как Мэрайя Кэри, Шанис, Майя Хэррисон, Кимбра, Оливия Ньютон-Джон, и многие другие.
7 июня 2009 года на американском канале TV One вышел часовой эпизод документального цикла Unsung, посвященный жизни и карьере Рипертон. Фильм содержит интервью с её мужем Ричрдом, детьми Марком и Майей, сестрой Сандрой Рипертон и многими коллегами, с которыми певица успела поработать.

## Дискография

### Студийные альбомы
| 1970                                                                               | Come to My Garden      | 160 | —  | —  | —  | —  |                 | GRT Records |
| 1974                                                                               | Perfect Angel          | 4   | 1  | 17 | 8  | 33 | - RIAA: Золотой | Epic        |
| 1975                                                                               | Adventures in Paradise | 18  | 5  | 54 | 55 | —  |                 | Epic        |
| 1977                                                                               | Stay in Love           | 71  | 19 | —  | 80 | —  |                 | Epic        |
| 1979                                                                               | Minnie                 | 29  | 5  | 60 | —  | —  |                 | Capitol     |
| 1980                                                                               | Love Lives Forever     | 35  | 11 | —  | —  | —  |                 | Capitol     |
| «—» означает, что альбом не попал в чарты или не был выпущен на данной территории. |                        |     |    |    |    |    |                 |             |

### Альбомы-сборники
| 1981                                                                               | The Best of Minnie Riperton               | 203 | 59 | Capitol                 |
| 1993                                                                               | Gold: The Best of Minnie Riperton         | —   | —  | Capitol                 |
| 1997                                                                               | Her Chess Years                           | —   | —  | Chess                   |
| 2001                                                                               | Petals: The Minnie Riperton Collection    | —   | —  | The Right Stuff Records |
| 2001                                                                               | Les Fleurs: The Minnie Riperton Anthology | —   | —  | EMI                     |
| «—» означает, что альбом не попал в чарты или не был выпущен на данной территории. |                                           |     |    |                         |

### Синглы
| 1972                                                                               | «Les Fleurs»                    | —  | —  | —  | —  | — | — | — |                                   | Come to My Garden      |
| 1974                                                                               | «Reasons»                       | —  | —  | —  | —  | — | — | — |                                   | Perfect Angel          |
| 1974                                                                               | «Seeing You This Way»           | —  | —  | —  | —  | — | — | — |                                   | Perfect Angel          |
| 1975                                                                               | «Lovin’ You»                    | 1  | 3  | 4  | —  | 5 | 3 | 2 | - RIAA: Золотой - BPI: Серебряный | Perfect Angel          |
| 1975                                                                               | «Inside My Love»                | 76 | 26 | —  | —  | — | — | — |                                   | Adventures in Paradise |
| 1975                                                                               | «Simple Things»                 | —  | 70 | 45 | —  | — | — | — |                                   | Adventures in Paradise |
| 1976                                                                               | «Adventures in Paradise»        | —  | 72 | —  | —  | — | — | — |                                   | Adventures in Paradise |
| 1977                                                                               | «Stick Together (Part One)»     | —  | 57 | —  | 23 | — | — | — |                                   | Stay in Love           |
| 1977                                                                               | «Wouldn’t Matter Where You Are» | —  | —  | —  | —  | — | — | — |                                   | Stay in Love           |
| 1977                                                                               | «Young Willing and Able»        | —  | —  | —  | —  | — | — | — |                                   | Stay in Love           |
| 1979                                                                               | «Memory Lane»                   | —  | 16 | —  | —  | — | — | — |                                   | Minnie                 |
| 1979                                                                               | «Lover and Friend»              | —  | 20 | —  | —  | — | — | — |                                   | Minnie                 |
| 1980                                                                               | «Here We Go» (с Peabo Bryson)   | —  | 14 | —  | —  | — | — | — |                                   | Love Lives Forever     |
| 1980                                                                               | «Give Me Time»                  | —  | 75 | —  | —  | — | — | — |                                   | Love Lives Forever     |
| «—» означает, что альбом не попал в чарты или не был выпущен на данной территории. |                                 |    |    |    |    |   |   |   |                                   |                        |

## Награды и номинации

### Grammy Awards
| Год  | Номанация                                                                  | Номинированная работа | Результат |
| ---- | -------------------------------------------------------------------------- | --------------------- | --------- |
| 1979 | Премия «Грэмми» за лучшее женское вокальное исполнение в стиле ритм-н-блюз | Minnie                | Номинация |
| 1980 | Премия «Грэмми» за лучшее женское вокальное исполнение в стиле ритм-н-блюз | Love Lives Forever    | Номинация |